# Johann I. (Nassau-Weilburg)
Johann I. (* 1309; † 20. September 1371 in Weilburg) war Graf von Nassau und von 1355 bis 1371 Graf von Nassau-Weilburg, seit 1366 gefürsteter Graf. Er begründete die ältere Linie Nassau-Weilburg.

## Leben und Wirken
Johann war der zweitälteste Sohn des Grafen Gerlach I. von Nassau aus dem walramischen Zweig und der Agnes von Hessen, einer Tochter von Heinrich dem Jüngeren, einem Sohn des Landgrafen Heinrich I. von Hessen. Bereits 1344, noch zu Lebzeiten seines Vaters, trat er gemeinsam mit seinem älteren Bruder Adolf die Herrschaft an. Die Brüder teilten 1355 ihren Besitz, wobei Johann Weilburg, Neuweilnau, Freienfels, Gräfenhausen und den nassauischen Anteil von Cleeberg erhielt. Johann wurde damit zum Begründer der Linie Nassau-Weilburg.
1356 nahm Johann als Söldner auf der Seite Frankreichs an der Schlacht bei Maupertuis (Schlacht bei Poitiers) im Hundertjährigen Krieg teil.  Während sein Halbbruder Graf Kraft (Crafft) erschlagen wurde und 16 weitere Ritter von der Lahn fielen, geriet er in Gefangenschaft und kam rasch wieder frei, so dass er im Dezember gleichen Jahres am Reichstag in Metz teilnehmen konnte.
Johann, Enkelsohn des Königs Adolf von Nassau († 1298), bekam von Kaiser Karl IV. im Jahr 1366, zugleich für die Nachkommen, den Rang eines gefürsteten Grafen des Reiches zugeteilt.
Durch seine erste Ehe mit Gertrud von Merenberg erwarb er Merenberg und Gleiberg. Die zweite Ehe mit Johanna von Saarbrücken war die Grundlage für die 1381 erfolgte Erbschaft der Grafschaft Saarbrücken. Nach seinem Tod im Jahr 1371 folgte ihm sein Sohn Philipp als Graf von Nassau-Weilburg.
Am 16. Mai 1354 wurde er durch seinen Bruder Gerlach von Nassau zum Obersten Amtmann bzw. Landvogt bzw. Pfleger zu Hessen, Thüringen und auf dem Eichsfelde für Kurmainz ernannt. Er nahm das Amt bis zum 18. November 1356 und erneut vom 6. Oktober 1367 bis zu seinem Tod wahr.
Aufgrund seiner zahlreichen Fehden betrieb Johann die Anlage von Burgen, auch zusammen mit Verbündeten. Neu entstanden durch ihn Neu-Langenau, Hohlenfels, Cleen, Kirchberg und Kyckenburg sowie die Burg Kirberg. Ab 1359 ließ er  Nassau und Dausenau befestigen.

## Ehen und Nachkommen
Johann war zweimal verheiratet. Er heiratete 1333 Gertrud († 6. Oktober 1350), die Erbtochter von Hartrad VI. von Merenberg und Gleiberg.
In zweiter Ehe heiratete er 1353 Johanna, die Erbtochter des Grafen Johann II. von Saarbrücken (Maison de Broyes). Mit ihr hatte er sieben Kinder:
- Johanna (* 1362; † 1383), ⚭ Landgraf Hermann II. von Hessen
- Johannette († 1365)
- Johann († 6. Oktober 1365)
- Philipp (* 1368; † 1429), folgte dem Vater in Nassau-Weilburg
- Agnes († 1401), ⚭ Simon III. Wecker, Graf von Zweibrücken-Bitsch († 1401)
- Schonette († 1436), ⚭ (1384) Heinrich X. von Homburg († 1409) ⚭ (1414) Otto von Braunschweig-Grubenhagen († 1452)
- Margarete († 1427), ⚭ Friedrich III. von Veldenz